# Angelo Dawkins
Gary Gordon (sinh ngày 24 tháng 7 năm 1990) còn được biết đến với cái tên trên võ đài là Angelo Dawkins là một đô vật chuyên nghiệp người Mỹ hiện đang ký hợp đồng với WWE và biểu diễn trên thương hiệu Raw, nơi anh là nhà vô địch Raw Tag Team Champion trong lần đầu tiên giữ đai này, cùng Montez Ford.
Trước khi chuyển sang Raw, Dawkins cũng từng thi đấu tại thương hiệu phát triển của WWE là WWE NXT, nơi anh từng một lần NXT Tag Team Championship cùng Montez Ford.

## Đầu đời
Gary Gardon sinh ngày 24 tháng 7 năm 1990 tại Fairfield, Ohio. Trước khi trở thành một đô vật chuyên nghiệp, Gary cũng từng là một đô vật nghiệp dư tại Harper College.

## Sự nghiệp đấu vật chuyên nghiệp

### WWE

#### Ra mắt và The Street Profits (2012-2019)
Gary ký hợp đồng với WWE vào cuối năm 2012, ra mắt trên một sự kiện trực tiếp tại NXT, một chương trình đấu vật phát triển lãnh thổ của họ vào ngay 20 tháng 12 cùng năm với cái tên mới trên võ đài là Angelo Dawkins, và để thua Sawyer Fulton. Dawkins sau đó ra mắt trên truyền hình trong tập phim NXT ngày 19 tháng 6 năm 2013, nơi ông bị Sami Zayn đánh bại. Sau đó, ông tham gia cùng Sawyer Fulton và hai người bị đánh bại bởi Enzo Amore và Colin Cassady, Vaudevillains (Aiden English và Simon Gotch), Blake và Murphy, và The Hyde Bros (Mojo Rawley và Zack Ryder). Trong tập phim NXT vào ngày 28 tháng 12, Dawkins bị đánh bại bởi Tye Dillinger. Vào tháng 1 năm 2017, Dawkins thành một nhóm cùng Montez Ford thành Street Profits.

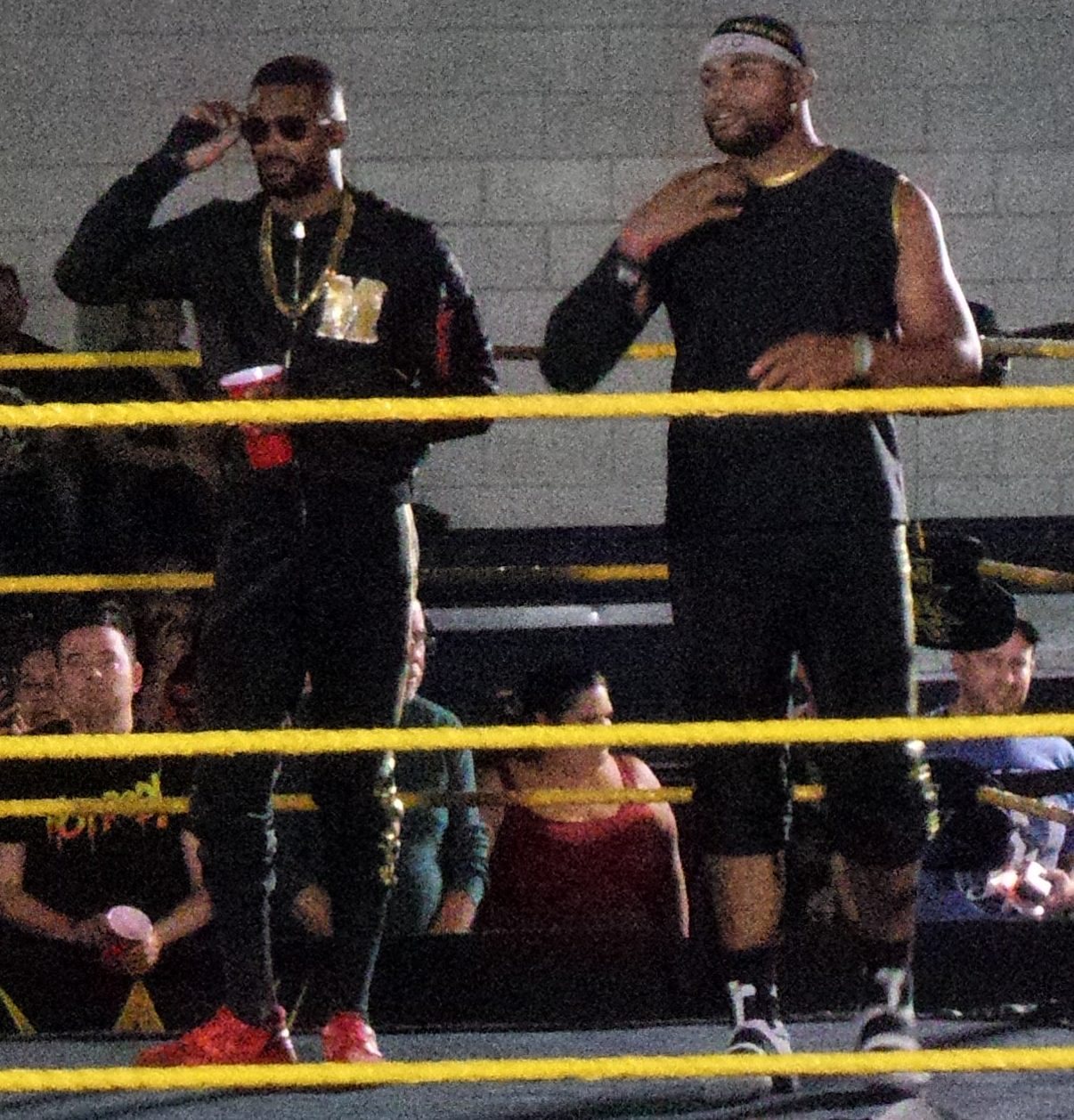
Dawkins (phải) và Ford là Street Profits vào tháng 5 năm 2017

Vào ngày 12 tháng 7 năm 2017, một đoạn video về sự ra mắt của bộ đôi được phát sóng trên tập phim NXT. Lần ra mắt này diễn ra trong tập phim NXT ngày 9 tháng 8, khi Street Profits đánh bại The Metro Brothers. Ngày 16 tháng 8 trong tập phim NXT, Street Profits đánh bại Chris Silvio và Lars Sullivans. Trong tập phim NXT vào ngày 13 tháng 9, Street Profits đánh bại Early Brothers. Ngày 11 tháng 10 trong NXT, Street Profits dễ dàng đánh bại hai nhân viên địa phương. Ngày 15 tháng 11 trong NXT, Street Profits đánh bại Riddick Moss và Tino Sabbatelli và một lần nữa đánh bại họ vào ngày 29 tháng 11. Trong tập phim NXT ngày 27 tháng 12, Street Profits đánh bại Kris Starr và Riley Apex. Street Profits sau đó để thua trận đầu tiên khi là một đội trước The Authers of Pain (AOP) (Akam và Rezar) vào ngày 17 tháng 1 năm 2018 trong tập phim NXT để xác định ứng cử viên số một đấu với The Undisputed Era (Bobby Fish và Kyle O'Reilly) tranh đai NXT Tag Team Championship. Vào ngày 14 tháng 3 trong tập phim NXT, Street Profits đánh bại Heavy Machinery (Otis Dozovik và Tucker Knight). Trong tập phim NXT ngày 28 tháng 3, họ bị đánh bại bởi The Authers of Pain trong trận tứ kết của Giải đấu đồng đội Dusty Rhodes Classic. Trong tập phim NXT vào ngày 2 tháng 5, họ bị đánh bại bởi TM-61 (Nick Miller và Shane Thorne).
Vào ngày 1 tháng 6 năm 2019 tại sự kiện NXT TakeOver: XXV, Street Profits đánh bại Daniel Burch và Oney Lorcan, Những đứa con bị lãng quên (Steve Culter và Wesley Blake) và The Undisputed Era (Bobby Fish và Kyle O'Reilly) trong trận đấu thang tranh đai NXT Tag Team Championship để lần đầu tiên giành đai này. Vào ngày 10 tháng 7 trong tập phim NXT, Street Profits bảo vệ thành công đai trước Burch và Lorcan. Vào ngày 10 tháng 8 tại sự kiện NXT TakeOver: Toronto II, Street Profits thành công bảo vệ đai trước Undisputed Era. Trong tập phim NXT vào ngày 3 tháng 10, Street Profits để mất đai vào tay Undisuted Era trong trận tái đấu Giải Đồng đội NXT nhưng đã bị đánh bại.

#### Raw (2019-nay)

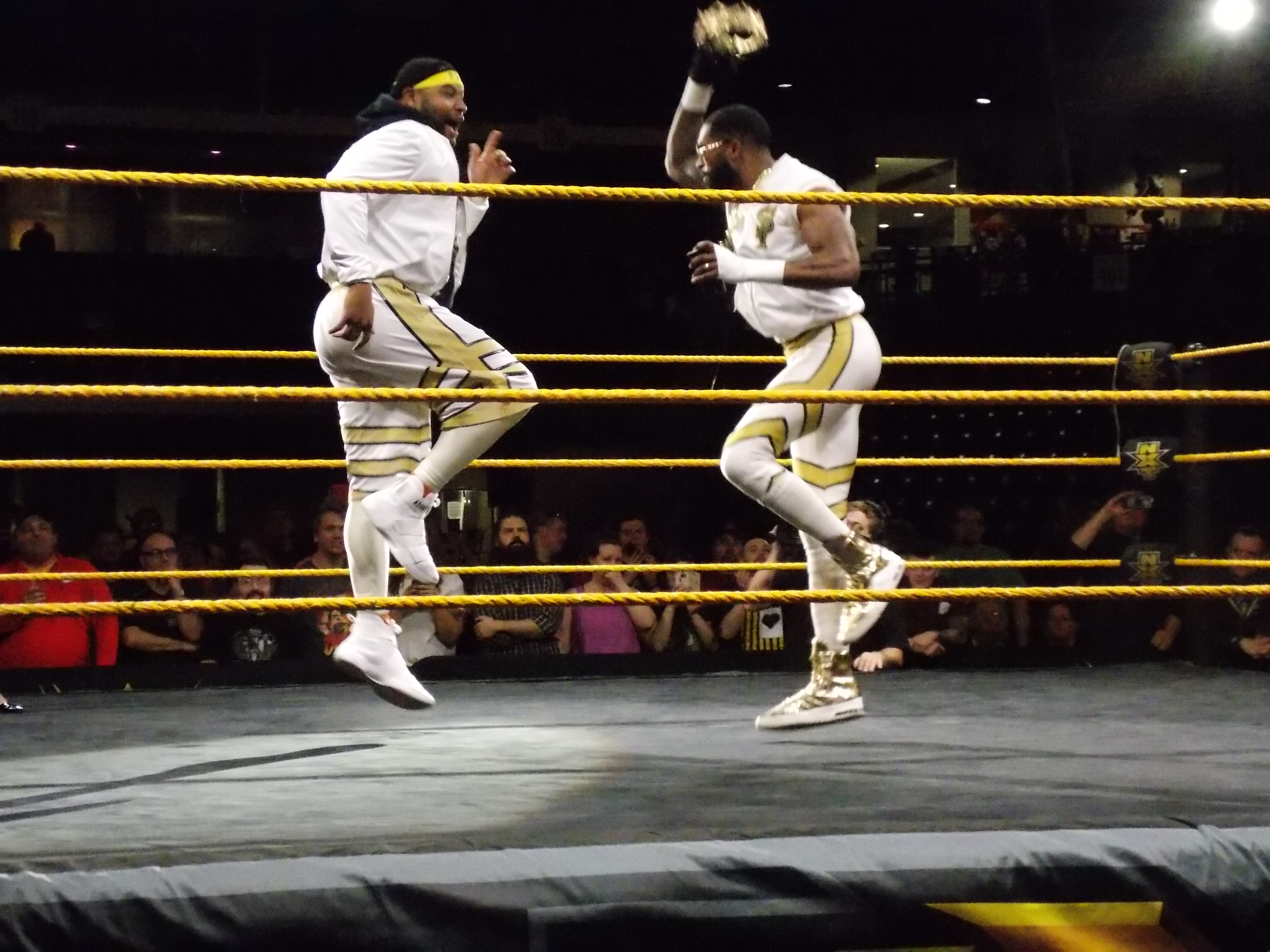
Dawkins (trái) và Ford vào tháng 4 năm 2019 tại một sự kiện trực tiếp

Sau một vài lần xuất hiện trong hậu trường Raw, trong tập phim SmackDown ngày 11 tháng 10 năm 2019, Street Profits chính thức chuyển sang Raw. Vào ngày 21 tháng 10 trong tập phim Raw, Street Profits ra mắt và đánh bại Luke Gallows và Karl Anderson nhờ có sự can thiệp của Kevin Owens. Sau đó, Street Profits và Humberto Carrillo thua The O.C. (AJ Styles, Luke Gallows và Karl Anderson). Vào ngày 11 tháng 11, Street Profits, Kevin Owens và Seth Rollins đánh bại Imperium (Walter, Alexander Wolfe, Fabian Aichner và Marcel Barthel) (thuộc NXT UK). Trong phần kick-off sự kiện Survivor Series, họ tham gia trận battle royal 10 người nhưng bị loại bởi Dolph Ziggler và Robert Roode. Vào ngày 9 tháng 12, Street Profits bị đánh bại bởi The Viking Raiders khi tranh đai WWE Raw Tag Team Championship. Tuần sau, Street Profits đánh bại Luke Gallows và Karl Anderson. Vào ngày 6 tháng 1 năm 2020, Street Profits tham gia trận Triple Threat Tag Team Championship cho đai Raw Tag Team Champion, nhưng đã thua. Vào ngày 10 tháng 2, Dawkins đánh bại Murphy bằng cách loại do sự can thiệp của Seth Rollins. Tại Super Showdown, Street Profits đấu với Rollins và Murphy cho đai Raw Tag Team nhưng thất bại. Nhưng vào đêm hôm sau, Street Profits đã đánh bại họ để lần đầu tiên giành đai này. Tại Elimination Chamber ngày 8 tháng 3, họ bảo vệ đai thành công trước Murphy và Rollins. Sau đó họ, cùng Bianca Belair bắt đầu mối thù với Angel Garza và Austin Theory (thuộc NXT) và Zelina Vegas. Họ bảo vệ thành công danh hiệu trước Garza và Theory tại Đêm 2 WrestleMania 36 và một lần nữa vào ngày 4 tháng 4. Trong Raw ngày 4 tháng 5, họ bị đánh bại bởi The Viking Raiders trong một trận đấu không tranh danh hiệu. Trong Raw ngày 25 tháng 5, họ đánh bại Bobby Lashley và MVP qua luật đếm trong một trận đấu không tranh danh hiệu. Trong Raw ngày 15 tháng 6, Street Profits và Viking Raiders đã hợp tác với nhau, gọi là Viking Profits và đánh bại bốn ninja của Akiza Tozawa. Trong Raw ngày 22 tháng 6, họ bảo toàn đai trước Viking Raiders. Tập Raw ngày 20 tháng 7, họ đánh bại Andrade và Angel Garza.

### Evolve (2018-2019)
Vào ngày 28 tháng 10 năm 2018 tại Evolve 144, Street Profits giành được Evolve Tag Team Championship bằng cách đánh bại The Doom Patrol và sau đó để mất đai tại Evolve 123 cho Undisputed Era. Vào ngày 16 tháng 3 năm 2019, Street Profits xuất hiện tại Evolve 124, đồng đội với Velveteen Dream đánh bại The Unwanted trong trận đấu đồng đội sáu người.

## Cá nhân
Vào tháng 7 năm 2020, Dawkins công bố trên Twitter rằng mình đã trở thành cha của một cậu bé. 

## Các chức vô địch và danh hiệu
- Evolve
  - Evolve Tag Team Championship (1 lần; cùng Montez Ford)
- Pro Wrestling Illustrated
  - Xếp thứ No.186 trong top 500 đô vật đấu đơn trong PWI 500 năm 2019
- WWE
  - NXT Tag Team Championship (1 lần; cùng Montez Ford)
  - WWE Raw Tag Team Championship (1 lần và hiện tại; cùng Montez Ford)
  - Giải thưởng Cuối năm WWE cho Siêu sao Đột phá của năm (2019)